# John Kitchen
John Philip Kitchen (né le 27 octobre 1950) est un organiste, claveciniste, chef d'orchestre et professeur de musique classique écossais basé à Édimbourg.  

## Biographie
Kitchen est l'organiste de la ville d'Édimbourg, avec des fonctions connexes à Usher Hall. Il est l'organiste universitaire et membre honoraire de l'université d'Édimbourg, et est directeur des chanteurs de l'université d'Édimbourg,. Il est également impliqué dans la préservation, l'expansion et la démonstration au public de la collection des instruments à clavier anciens assemblés à St Cecilia's Hall à Édimbourg,. Il est le directeur de la musique de l'église épiscopale du vieux Saint-Paul. Il est nommé MBE sur la liste des honneurs de l'anniversaire de la reine en 2016. 
Il est connu pour son vaste portefeuille d'enregistrement de la musique d'orgue, de même que pour sa recherche et démonstration des instruments historiques à clavier,. Il contribue largement à la discographie et à l'étude des œuvres d'orgue de William Russell, et Johann Ludwig Krebs,.

## Formation et parcours professionnel
Kitchen obtient une maîtrise ès arts et un baccalauréat en musique à l'université de Glasgow, puis un doctorat en philosophie (PhD) de l'université de Cambridge, où il étudie la musique de clavecin français du XVIIe siècle. Sa thèse de doctorat (approuvée en 1980) est intitulée La musique pour clavecin de la France du XVIIe siècle : les formes, leurs origines et leurs développements, avec un accent particulier sur l'œuvre de Louis Couperin (1626-1661). Pendant ses études à Cambridge, il étudie l'orgue au Clare College avec Gillian Weir. De 1976 à 1988, il est chargé de cours en musique et organiste universitaire à l'université de St Andrews. De 1988 à 2014, il est maître de conférences en musique à l'université d'Édimbourg, enseignant l'harmonie, le contrepoint, les compétences au clavier, l'histoire et la pratique de la performance à tous les niveaux. Kitchen possède un diplôme de Fellowship (FRCO) du Royal College of Organists et il est titulaire d'une licence de la Royal Academy of Music ( LRAM ). 

## Publications
Kitchen étudie et enregistre l'intégralité des Organ Voluntaries de l'organiste William Russell (1777–1813) sur le label Delphian. L'enregistrement a lieu en 2008 sur l'orgue JC Bishop restauré de 1829 à St. James, Bermondsey. Dans le cadre de ce projet, Kitchen est l'auteur d'un essai détaillé sur Russell et sa musique, avec des informations sur chaque volontaire (y compris la disposition de l'orgue et l'enregistrement du volontaire),. 
Il en est de même pour les œuvres complètes pour orgue du compositeur baroque Johann Ludwig Krebs (1713-1780). Ces enregistrements (sur le label Priory Records) sont réalisés en 2000-2001 sur plusieurs orgues différents, dont l'orgue Frobenius à deux claviers de Canongate Kirk, Édimbourg. 
Kitchen publie plusieurs recensions d'enregistrements, d'études et de manuels d'orgue dans les revues Early Music, Early Music Today, Choir & Organ, Organists 'Review et The Organ Yearbook. 
Kitchen enregistre des récitals qui présentent et explorent différents orgues, dont l'orgue d'Usher Hall (Édimbourg) ; l'orgue du McEwan Hall (Université d'Édimbourg) ; celui du Reid Concert Hall (Université d'Edimbourg) ; le clavecin Pascal Taskin de 1769 ; et des instruments des collections Rodger Mirrey et Raymond Russell.

## Discographie (sélection)
John Kitchen enregistre principalement pour le label situé à Édimbourg, Delphian Records.
- Grands organes européens n° 49 : l'orgue du Reid Concert Hall, de l'Université d'Édimbourg (1998, Priory Records)
- La Paix du parnasse : François Couperin - Lucy Carolan et John Kitchen, clavecins (2-4 septembre 2002, Delphian DCD 34012) (OCLC 56323647)
- Instruments de la Collection Russell, vol. 1 - John Kitchen, claviers (15-18 décembre 2000, Delphian DCD 34001) (OCLC 811456176).
- Instruments de la Collection Russell, vol. 2 - John Kitchen, claviers (13-15 avril 2005, Delphian DCD 34309) (OCLC 921911732)
- Russell, Voluntaries pour orgue - orgue de St. James's Church, Bermondsey, Londres (22-25 juillet 2008, Delphian DCD 34062) (OCLC 646827227).
- Haendel, Ouvertures - John Kitchen, clavecin Kirckman 1755 de la Collection Russell (17-18 décembre 2008, Delphian) (OCLC 703212842)
- L'orgue Usher Hall Volume II (2015, Delphian DCD 34132).
- Krebs, L'Œuvre pour orgue (2010, Priory Records PRCD734-739).
- Instruments de la collection Rodger Mirrey - clavecin, clavicorde et virginal (2008/2010, Delphian DCD 34057) (OCLC 719445536).
- Orgues d'Édimbourg (2010, Delphian DCD 34100).
- Musique de l'époque de Louis XIV : Marchand, L. Couperin, de la Guerre, d'Anglebert (8-9 janvier 2010, Delphian DCD 34109) (OCLC 856585626).
- Musique de l'époque de Louis XV : Couperin, Rameau, Duphly - clavecin Taskin 1769 de la Collection Russell (11-12 avril 2012, Delphian DCD 34112) (OCLC 917149889).
- Gaudeamus Igitur : orgue de McEwan Hall, de l'Université d'Édimbourg (12-14 février 2015, Delphian DCD 34163) (OCLC 954061055).
- L'orgue Usher Hall (16-17 janvier 2018, Delphian DCD 34022) (OCLC 1098179614).